# Giorgio Agamben
Giorgio Agamben (Roma, 22 de abril de  1942) é um filósofo italiano, autor de obras que percorrem temas que vão da estética à política. Seus trabalhos mais conhecidos incluem sua investigação sobre os conceitos de estado de exceção e homo sacer.

## Biografia
Formado em Direito, em 1965, com uma tese sobre o pensamento político de Simone Weil, participou dos seminários promovidos por Martin Heidegger, no fim dos anos 1960. Em 1974, transferiu-se para Paris, onde ensinou na Universidade de Rennes 2 - Haute Bretagne. No ano seguinte, trabalhou em Londres. Entre  1986 e 1993 dirigiu o Collège international de philosophie em Paris.  De 1988 a 2003 ensinou nas universidades de Macerata e de Verona.
De 2003 a 2009 lecionou Estética e Filosofia, no Instituto Universitário de Arquitetura (IUAV) de Veneza. Em  seguida decidiu abandonar a atividade de ensino nas universidades italianas. Atualmente dirige a coleção "Quarta prosa" da editora Neri Pozza. na Università IUAV em Veneza. A sua produção se concentra nas relações entre a filosofia, a literatura, a poesia e, fundamentalmente, a política.
Também foi professor visitante em várias universidades americanas, de Berkeley a Northwestern University, em Evanston, e na Universidade Heinrich Heine, de Düsseldorf.
Responsável pela edição italiana da obra de Walter Benjamin, foi professor visitante da New York University, antes de se decidir a não mais entrar nos Estados Unidos, em protesto contra a política de segurança do governo Bush.
Entre as suas publicações principais, destacam-se Bartleby, la formula della creazione (1993) - uma análise da figura de um escrivão que deixa de escrever («preferiria não»), que é uma quase reflexão indirecta sobre o seu próprio método de escritor e de filósofo - e o imenso projecto, do qual se ocupa desde o início dos anos 1990, e que se refere a uma figura jurídica singular do antigo direito romano: o homo sacer ou «homem sagrado». A publicação de Homo sacer: Il potere sovrano e la nuda vita (Torino: Einaudi, 1995), um estudo que o leva ao reconhecimento internacional, marca a primeira fase dessa investigação.
Agamben recebeu o Prix Européen de l'Essai Charles Veillon em 2006.

## Controvérsias
Agamben, em artigo publicado por Il Manifesto no dia 26 de fevereiro de 2020, escreveu que a Pandemia de COVID-19 era uma “invenção”, “uma verdadeira necessidade de estados de pânico coletivo, para o qual a epidemia mais uma vez oferece o pretexto ideal. Assim, em um perverso círculo vicioso, a limitação da liberdade imposta pelos governos é aceita em nome de um desejo de segurança que foi induzido pelos próprios governos que agora intervêm para satisfazê-lo.”
Um artigo brasileiro alega que esse posicionamento teria sido uma leitura superficial do pensamento de Agamben, pois o autor não estaria fazendo uma análise da COVID-19 à luz da epidemiologia e demais ciências naturais, mas que estaria, na realidade, exercendo o seu ofício de filósofo no sentido de criticar a noção de epidemia em termos gerais, a qual não se limitaria a mero fator sanitário, mas que seria um produto da bio-tanatopolítica praticada pelos Estados Democráticos desde o século XVIII.
De qualquer forma, o posicionamento de Agamben foi alvo de forte crítica de diversos filósofos, tais como Sergio Benvenuto, Roberto Esposito, Divya Dwivedi, Shaj Mohan, Jean-Luc Nancy e outros.

## Obras publicadas
- L'uomo senza contenuto, Milano, Rizzoli, 1970 (Macerata, Quodlibet, 1994) — (edição brasileira: O homem sem conteúdo. Tradução de Cláudio Oliveira. Belo Horizonte: Autêntica, 2012.);
- Stanze. La parola e il fantasma nella cultura occidentale, Torino, Einaudi, 1979, reedição ed. Einaudi, 2006 — (edição brasileira: Estâncias: A palavra e o fantasma na cultura ocidental. Tradução de Selvino Assmann. Belo Horizonte: Editora UFMG, 2007.);
- Infanzia e storia. Distruzione dell'esperienza e origine della storia, Torino, Einaudi 1979 — (edição brasileira: Infância e história: Destruição da experiência da história. Tradução de Henrique Burigo. Belo Horizonte: Editora UFMG, 2005.);
- Gusto, in Ruggiero Romano (a cura di), Enciclopedia Einaudi, vol. 6, Torino: Einaudi, 1979, pp. 1019–38 — (edição brasileira: Gosto. Tradução de Cláudio Oliveira. Belo Horizonte: Autêntica, 2017.);
- Il linguaggio e la morte, Torino, Einaudi, 1982 — (edição brasileira: Linguagem e morte: Um seminário sobre o lugar da negatividade. Tradução de Henrique Burigo. Belo Horizonte: Editora UFMG, 2006.);
- La fine del pensiero, Paris, Le Nouveau Commerce, 1982 — (edição brasileira: O fim do pensamento. Tradução de Alberto Pucheu Neto. Rio de Janeiro: 7 Letras, 2004.);
- Idea della prosa, Milano, Feltrinelli, 1985 (Macerata, Quodlibet, 2002) — (edição portuguesa: A ideia da prosa. Tradução de João Barrento. Lisboa: Cotovia, 1999; edição brasileira: Ideia da Prosa. Tradução de João Barrento. Belo Horizonte: Autêntica, 2012.)
- La comunità che viene, Torino, Einaudi, 1990 — (edição portuguesa: A comunidade que vem. Tradução de António Guerreiro. Lisboa: Presença, 1993; edição brasileira: A comunidade que vem. Tradução de Cláudio Oliveira. Belo Horizonte: Autêntica, 2012.);
- Bartleby, la formula della creazione, Macerata, Quodlibet, 1993, com Gilles Deleuze — (edição portuguesa: Bartleby, Escrita da Potência. Tradução de Pedro A.H. Paixão e Manuel Rodrigues. Lisboa: Assírio & Alvim, 2008; edição brasileira: Bartleby, ou da contingência seguido de Bartleby, o escrevente: Uma história de Wall Street. Tradução de Tomaz Tadeu e Vinícius Honesko. Belo Horizonte: Autêntica, 2015.)
- Homo sacer. Il potere sovrano e la nuda vita, Torino, Einaudi, 1995 — (edição portuguesa: Homo Sacer: O poder soberano e a vida nua. Tradução de António Guerreiro. Lisboa: Presença, 1998; edição brasileira: Homo Sacer: O poder soberano e a vida nua. Belo Horizonte: Editora UFMG, 2002.);
- Mezzi senza fine. Note sulla politica, Torino, Bollati Boringhieri, 1996 — (edição brasileira: Meios sem fim: Notas sobre a política. Tradução de Davi Pessoa. Belo Horizonte: Autêntica, 2015.);
- Categorie italiane. Studi di poetica e di letteratura. Venezia: Marsilio, 1996 (2ª ed. ampliada: Roma-Bari: Laterza, 2010. con posfazione di Andrea Cortelessa). — (edição brasileira: Categorias italianas: Estudos de poética e de literatura. Tradução de Carlos Eduardo S. Capela e Vinícius Nicastro Honesko. Florianópolis: Editora UFSC, 2015.);
- Image et mémoire, Paris, Hoëbeke, 1998;
- Quel che resta di Auschwitz. L'archivio e il testimone, Torino, Bollati Boringhieri, 1998 — (edição brasileira: O que resta de Auschwitz: O aquivo e a testemunha [Homo Sacer, III]. Tradução de Selvino Assmann, apresentação de Jeanne-Marie Gagnebin. São Paulo: Boitempo Editorial, 2008.);
- Il tempo che resta, Torino, Bollati Boringhieri, 2000 — (edição brasileira: O tempo que resta: Um comentário à Carta aos Romanos. Tradução de Davi Pessoa. Belo Horizonte: Autêntica, 2016.);
- L'aperto. L'uomo e l'animale, Torino, Bollati boringhieri, 2002 — (edição portuguesa: O aberto: O homem e o animal. Tradução de André Dias e Ana Bigotte Vieira. Lisboa: Edições 70, 2011; edição brasileira: O aberto: O homem e o animal. Rio de Janeiro: Civilização Brasileira, 2017.);
- L'ombre de l'amour, Paris, Rivages, 2003 (con Valeria Piazza);
- Stato di Eccezione, Torino, Bollati Boringhieri, 2003 — (edição portuguesa: Estado de excepção. Lisboa: Edições 70, 2010; edição brasileira: Estado de exceção [Homo Sacer, II, 1]. Tradução de Iraci Poletti. São Paulo: Boitempo Editorial, 2004.);
- La potenza del pensiero. Saggi e conferenze, Neri Pozza, 2005 — (edição portuguesa: A potência do pensamento. Tradução de António Guerreiro. Lisboa: Relógio D'Água, 2013; edição brasileira: A potência do pensamento: Ensaios e conferências. Tradução de Antônio Guerreiro, revista por Cláudio Oliveira. Belo Horizonte: Autêntica, 2015);
- Profanazioni, Nottetempo, 2005 — (edição portuguesa: Profanações. Tradução de Luísa Feijó. Lisboa: Cotovia, 2006; edição brasileira: Profanações. Tradução de Selvino Assmann São Paulo, Boitempo Editorial, 2007.);
- Che cos'è un dispositivo?, Nottetempo, 2006 — (edição portugesa: O que é um dispositivo?. Tradução de Nilcéia Valdati. Santa Maria: Palloti, 2006; edição brasileira: O amigo & o que é um dispositivo? Tradução de Vinícius Nicastro Honesko. Chapecó: Argos, 2009.);
- L'Amico, Nottetempo, 2007 — (edição portuguesa: O amigo. Lisboa: Pedago, 2013; edição brasileira: O amigo & o que é um dispositivo?. Tradução de Vinícius Nicastro Honesko. Chapecó: Argos, 2009.);
- Ninfe, Torino, Bollati Boringhieri, 2007 — (edição brasileira: Ninfas. Tradução de Renato Ambrósio. São Paulo: Hedra, 2012.);
- Il regno e la gloria. Per una genealogia teologica dell'economia e del governo. Homo sacer. Vol 2/2, Neri Pozza, 2007 — (em português: O reino e a glória: Por uma genealogia teológica da economia e do governo [Homo Sacer, II, 2]. Tradução de Selvino Assmann. São Paulo: Boitempo Editorial, 2011.);
- Che cos'è il contemporaneo?, Nottetempo, 2008 — (edição brasileira: O que é o contemporâneo? e outros ensaios. Tradução de Vinícius Nicastro Honesko. Chapecó: Argos, 2009.);
- Il sacramento del linguaggio. Archeologia del giuramento, 2008 — (edição brasileira: O sacramento da linguagem. Arqueologia do juramento. Tradução de Selvino José Assmann. Belo Horizonte: Editora UFMG, 2011.);
- Signatura rerum. Sul Metodo, Torino, Bollati Boringhieri, 2008 — (edição brasileira: Signatura rerum: Sobre o método. Tradução de Andrea Santurbano e Patricia Peterle. São Paulo: Boitempo Editorial, 2019.);
- Nudità. Roma: Nottetempo, 2009 — (edição portuguesa: Nudez. Tradução de Miguel Serras Pereira. Lisboa: Relógio D'Água, 2010; edição brasileira: Nudez. Tradução de Davi Pessoa. Belo Horizonte: Autêntica, 2014.);
- Angeli. Ebraismo Cristianesimo, Islam, a cura di E. Coccia e G. Agamben. Vicenza, Neri Pozza, 2009;
- La Chiesa e il Regno, Roma, Nottetempo, 2010 — (edição brasileira: A igreja e o reino. Tradução de Pedro Fonseca. Belo Horizonte: Âyiné, 2016.);
- La ragazza indecibile. Mito e mistero di Kore (con Monica Ferrando), Milano, Electa Mondadori, 2010;
- Altissima povertà. Regola e forma di vita nel monachesimo. Homo sacer. Vol 4/1, Vicenza, Neri Pozza, 2011 — (edição brasileira: Altíssima pobreza: Regras monásticas e formas de vida [Homo Sacer, IV, 1]. Tradução de Selvino Assmann. São Paulo: Boitempo Editorial, 2014.);
- Opus Dei. Archeologia dell’ufficio. Homo sacer. Vol 2/5, Torino, Bollati Boringhieri, 2012 — (edição brasileira: Opus dei: Arqueologia do sacrifício [Homo Sacer, II, 5]. Tradução de Daniel Arruda Nascimento. São Paulo: Boitempo Editorial, 2013.);
- Pilato e Gesù. Roma: Nottetempo, 2013 — (edição brasileira: Pilatos e Jesus. Tradução de Patrícia Peterle e Silvana de Gaspari, apresentação de Vinícius Nicastro Honesko. São Paulo: Boitempo Editorial e Editora UFSC, 2014.);
- Il mistero del male: Benedetto XVI e la fine dei tempi. Roma: Laterza, 2013 — (edição brasileira: O mistério do mal: Bento XVI e o fim dos tempos. Tradução de Patrícia Peterle e Silvana de Gaspari. São Paulo: Boitempo Editorial e Editora UFSC, 2015.);
- Il fuoco e il racconto. Roma: Nottetempo, 2014 — (edição brasileira: O fogo e o relato: Ensaios sobre criação, escrita, arte e livros. São Paulo: Boitempo Editorial, 2018.);
- L'Uso dei corpi. Homo Sacer IV, 2. Vicenza: Neri Pozza, 2014 — (edição brasileira: O uso dos corpos [Homo Sacer, IV, 2]. Tradução de Selvino J. Assmann. São Paulo: Boitempo Editorial, 2017.);
- L'avventura, Roma: Nottetempo, 2015 — (edição brasileira: A aventura. Tradução de Cláudio Oliveira. Belo Horizonte: Autêntica, 2018).